# Partido Demócrata (Serbia)
El Partido Demócrata (PD) (en serbio: Demokratska Stranka, cirílico: Демократска странка) de Serbia es el mayor partido político socialdemócrata de este estado balcánico, y proclama ser el continuador del antiguo Partido Democrático del Reino de Yugoslavia.
Siguiendo los pasos dados en otros países de la Europa Oriental, tras la caída de comunismo, un grupo de 17 intelectuales celebra el 11 de diciembre de 1989 en Belgrado la Asamblea Fundadora del Partido Democrático, primer partido político diferente del Partido Comunista en Serbia tras la Segunda Guerra Mundial. Este partido fue proclamado seguidor de los principios del partido con el mismo nombre que estuvo presente en la vida política del Reino de Yugoslavia entre guerras. Entre estos intelectuales hay que destacar a Zoran Djindjic, Vojislav Koštunica, Dragoljub Micunovic y el escritor Borislav Pekic.

## Historia

### 1990
En las primeras elecciones democráticas celebradas el 19 de diciembre de 1990, el Partido Democrático no tuvo demasiado éxito. Pese a haberse presentado para 180 de los 250 escaños (las elecciones eran según el sistema mayoritario), el DS consiguió sólo 7 escaños.
En noviembre de 1996 se celebraron las elecciones municipales y federales en las que el DS se presentó dentro de la coalición Zajedno, junto con el Movimiento del Renacimiento Serbio (SPO), la Alianza Cívica de Serbia (GSS) y el Partido Democrático de Serbia (DSS), nacido del DS y liderado por Vojislav Koštunica. En condiciones fuera de lo regular, bajo acoso político e ignorados por los medios de comunicación, Zajedno consiguió poco en las elecciones federales (22 escaños frente a 67 del Partido Socialista de Serbia, de Slobodan Milošević, pero en las municipales ganó en muchas ciudades incluidas Belgrado y Nis. Milosevic rechazó reconocer los resultados, queriendo modificarlos a su antojo, pero los ciudadanos salieron a las calles y se manifestaron durante varios meses hasta que, con mediación de la Unión Europea, Milosevic reconoció los resultados. Sin embargo, tras haber roces entre Vuk Draskovic y Djindjic, la coalición de disolvió.
Tras boicotear las presidenciales de 1997, todas las fuerzas se presentaron a las elecciones presidenciales y municipales del 24 de septiembre de 2000. La oposición tuvo la oportunidad de unirse y derrotar a Milosevic directamente. Esto fue posible gracias a que la Oposición Democrática de Serbia (DOS) encabezada por Djindjic y Kostunica, consiguió derrotar al dictador en la primera ronda. Este volvió a intentar robar las elecciones pero la revuelta popular acabó con su gobierno y Vojislav Kostunica se convirtió en el primer presidente de la Yugoslavia no comunista. Más tarde, en diciembre del mismo año, bajo el ímpetu del pueblo el DOS arrasó en las elecciones para la Asamblea Popular consiguiendo más de dos tercios de los escaños. El primer presidente del Gobierno serbio que no había pertenecido al Partido Comunista, Zoran Djindjic, fue investido el 25 de enero de 2001.

### Eventos recientes
Serbia tomó un rumbo de cambios y reformas bajo el liderazgo inspirador de Djindjic, considerado por la Unión Europea como el político balcánico más prometedor. Sin embargo, su enfrentamiento a la mafia, la corrupción y su antelación intelectual a los acontecimientos y a su pueblo en general le crearon no pocos enemigos. Apoyados por distintas estructuras políticas y algunos miembros de los servicios de seguridad, vestigios de la época de Milosevic, miembros de la mafia le asesinaron el 12 de marzo de 2003, delante del edificio de Gobierno. Más de 400.000 personas asistieron a su funeral, una cosa no recordada desde la muerte de Josip Broz Tito. 
Tras su muerte, se hicieron cargo del partido cuatro vicepresidentes encabezados por Zoran Zivkovic, lo cual duró hasta que el 22 de febrero de 2004 Boris Tadić fue elegido presidente, para resultar después también elegido presidente de Serbia.
A finales de 2019, DS declaró el boicot de las próximas elecciones parlamentarias, debido a que el gobernante SNS controla por completo a los medios de comunicación y los utiliza en su beneficio, perjudicando a la oposición.

## Presidentes
| # | Nombre (Nacimiento-muerte)  | Nombre (Nacimiento-muerte) | Inicio del período       | Término del período             |
| - | --------------------------- | -------------------------- | ------------------------ | ------------------------------- |
| 1 | Dragoljub Mićunović (1930-) |                            | 3 de febrero de 1990     | 25 de enero de 1994             |
| 2 | Zoran Đinđić (1952-2003)    |                            | 25 de enero de 1994      | 12 de marzo de 2003 (asesinado) |
| 3 | Boris Tadić (1958-)         |                            | 23 de febrero de 2004    | 25 de noviembre de 2012         |
| 4 | Dragan Đilas (1967-)        |                            | 25 de noviembre de 2012  | 31 de mayo de 2014              |
| 5 | Bojan Pajtić (1970-)        |                            | 31 de mayo de 2014       | 24. de septiembre de 2016       |
| 6 | Dragan Šutanovac (1968-)    |                            | 24 de septiembre de 2016 | 2. de junio de 2018             |
| 7 | Zoran Lutovac (1964-)       |                            | 2 de junio de 2018       | En el cargo                     |

## Resultados electorales

### Elecciones parlamentarias
| Elecciones | Cabeza de lista     | # de votos       | %      | Escaños | Estatus              | Notas                  |
| ---------- | ------------------- | ---------------- | ------ | ------- | -------------------- | ---------------------- |
| 1990       | Dragoljub Mićunović | 374.887          | 7,45%  | 7/250   | Oposición            |                        |
| 1992       | Dragoljub Mićunović | 196.347          | 4,16%  | 6/250   | Oposición            |                        |
| 1993       | Dragoljub Mićunović | 497.582          | 11,57% | 29/250  | Oposición            |                        |
| 1997       | Boicot electoral    | Boicot electoral | -      | 0/250   | Fuera del parlamento | -                      |
| 2000       | Zoran Đinđić        | 2.402.387        | 64,09% | 45/250  | Gobierno             | Parte de DOS           |
| 2003       | Zoran Đinđić        | 481.249          | 12,58% | 26/250  | Oposición            | Coalición cívica       |
| 2007       | Boris Tadić         | 915.854          | 22,71% | 60/250  | Gobierno             |                        |
| 2008       | Boris Tadić         | 1.590.200        | 38,42% | 64/250  | Gobierno             | Parte de ZES           |
| 2012       | Boris Tadić         | 863.294          | 22,07% | 49/250  | Oposición            | Coalición ZBŽ          |
| 2014       | Dragan Đilas        | 216.634          | 6,03%  | 17/250  | Oposición            | Coalición con NP       |
| 2016       | Bojan Pajtić        | 227,589          | 6,02%  | 13/250  | Oposición            | Coalición con NP y ZZS |
| 2020       | Boicot electoral    | Boicot electoral | -      | 0/250   | Fuera del parlamento | Parte de SZS           |